# 金厂镇 (通化市)
金厂镇，是中华人民共和国吉林省通化市东昌区下辖的一个乡镇级行政单位。

## 行政区划
金厂镇下辖以下地区：
金厂社区、金厂村、龙头村和夹皮村。